# Никельский зоопарк
Никельский зоопарк (Муниципальное учреждение культуры мини-зоопарк Дворца культуры «Восход») — был самым северным зоопарком в мире. Располагался в Печенгском районе Мурманской области в посёлке городского типа Никель.
Основан в 1987 году (по другим данным в 1968 году).

## Коллекция зоопарка
На 1 января 2009 года коллекция зоопарка насчитывала:
- Млекопитающие — 18 видов, 49 экз, в том числе обыкновенные ежи, свинохвостый макак, большая белоносая мартышка, обыкновенная белка, джунгарские хомячки, индийские дикобразы, чёрный волк[англ.]*, енотовидная собака, носухи, домашние хорьки, полосатый мангуст, европейская рысь, домашний осёл[1];
- Птицы — 13 видов, 55 экз, в том числе эму, кряква, орлан-белохвост, ястреб-тетеревятник, мохноногий канюк, обыкновенные павлины, кольчатая горлица, кореллы, волнистые попугайчики, краснохвостый жако, розовощёкие неразлучники, краснолицая аратинга[1];
- Рептилии — 5 видов, 10 экз, в том числе европейские болотные черепахи, среднеазиатские черепахи, красноухие черепахи, обыкновенные игуаны, пёстрые питоны[1];
- Всего: 36 видов, 144 экз[1].

На начало 2009 года большая белоносая мартышка среди зоопарков бывшего СССР была представлена только в коллекции Никельского зоопарка.